# 鹽狩峠
鹽狩峠是日本北海道上川郡比布町（屬於旧石狩国）与上川郡和寒町（屬於旧天盐国）之間的山口 ，是天盐川水系与石狩川水系的分水岭。 

## 概述
鹽狩峠海拔263米，乃因北海道旧国名天盐国（盐）和石狩国（狩）得名 ，往來名寄盆地與上川盆地之間的交通要道經此修建而過。

### 公路
1898年（明治31年），開通了暫編縣道天盐線，也就是现在的日本国道40号的前身。  其路況原本甚差，于1973 年（昭和 48 年）進行了改良工程， 并于1991 年（平成 3 年） 完成了现在的道路，其坡度和曲线較為緩和。 道央自動車道（旭川鷹栖 - 和寒間）于2000 年开通，在本山口附近有大規模的路塹。 

### 铁路
1899年，與道路平行的北海道官設鐵道天盐线（兰留～和寒之间）通車；其為後來的宗股本線  。1909年2月28日發生了列车脱勾事故，導致铁道員工长野政男殉职；該事件被寫入三浦绫子的小说「鹽狩峠」。
1916年（大正5年） 9月5日，在岭顶附近设立了鹽狩號誌站 ，后来成為提供客運服務的盐狩站。

## 设施

### 鹽狩峠纪念馆
盐刈站附近有长野政男的纪念碑，以及由三浦故居整修而成的鹽狩峠紀念館。 。

### 和寒鹽狩峠公园
根据和寒町公园设置管理条例設立了「和寒町鹽狩峠公园」。  2022年10月，公园内竖立了引用三浦绫子作品《鹽狩峠》中段落的文学碑。 後續預計於2022年10月底完成鸟瞰圖等设施，並預計於于2023年5月（令和5年）樱花季正式開園。 

## 附近
约有1600棵西伯利亚樱花树，是著名的赏樱胜地。 
1963年，在盐刈站东侧設立了國設鹽狩滑雪場，但现已废弃並恢复为森林。鹽狩山小屋青年旅於2013年開業。

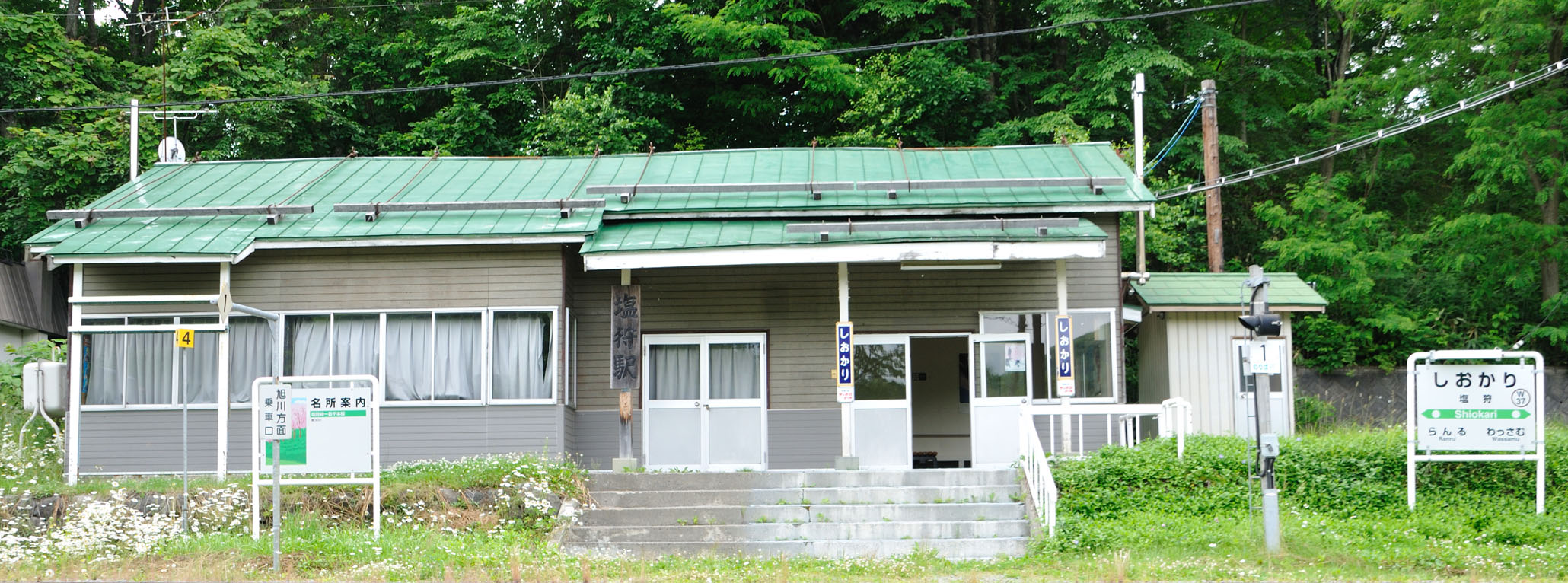
鹽狩站（2009年7月）
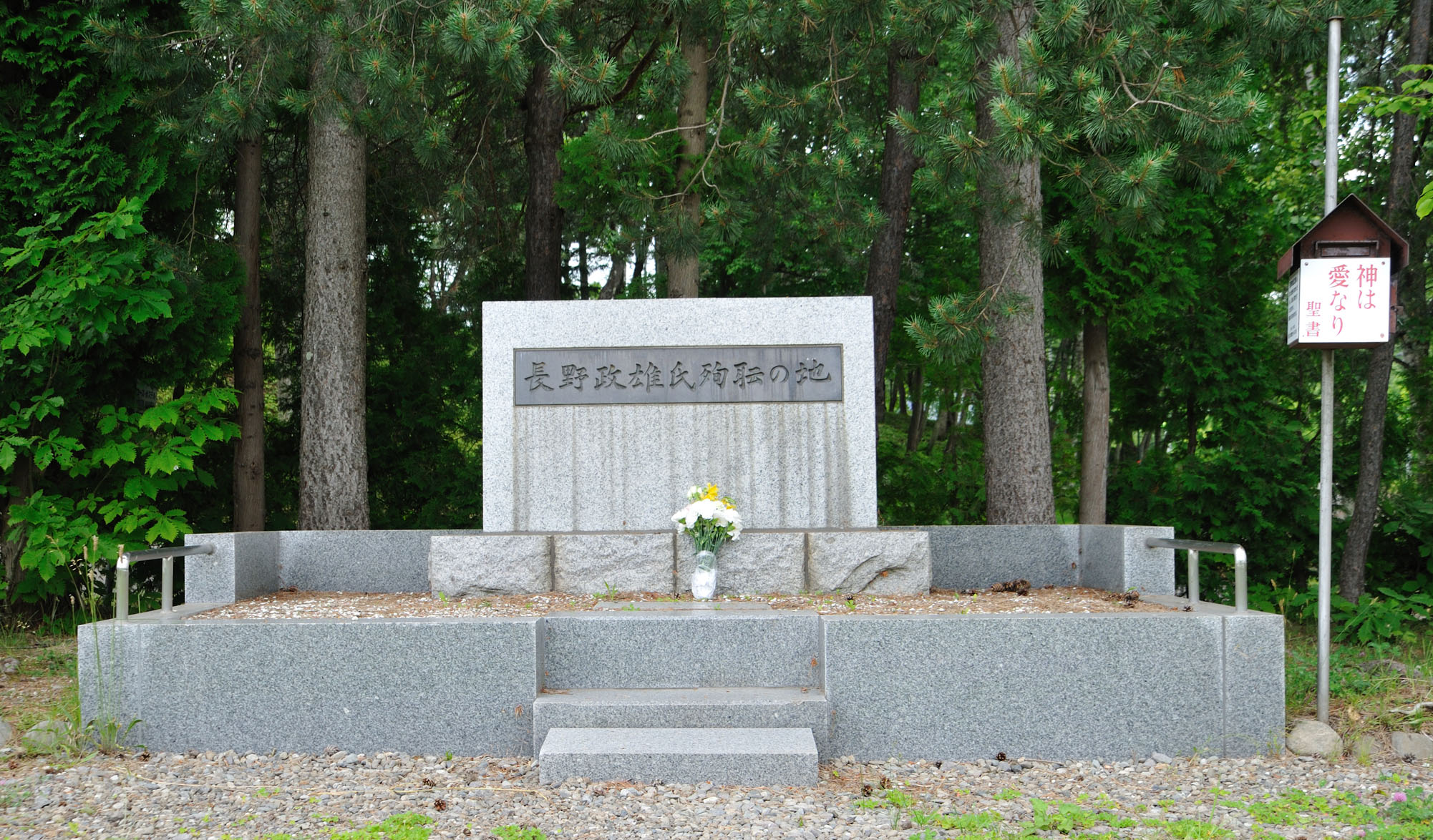
长野正雄纪念碑
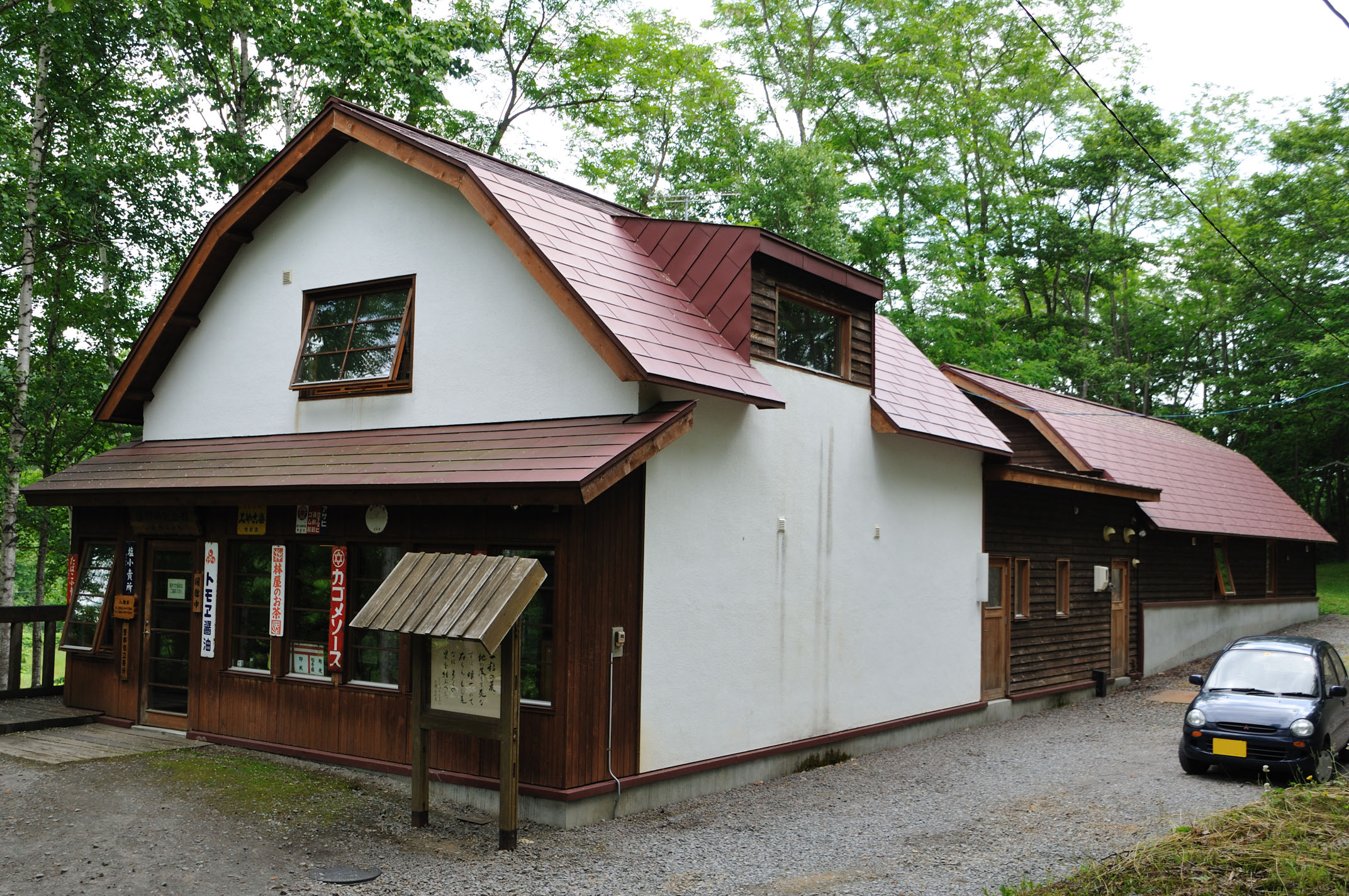
鹽狩峠纪念馆